# 斯坦德堡 (南达科他州)
斯坦德堡（英語：Strandburg），是美国南达科他州下属的一座城市。根据2010年美国人口普查，该市有人口71人。论人口在本州排行第255。